# HVV 't Gooi in het seizoen 1959/60
Het seizoen 1959/1960 was het vijfde jaar in het bestaan van de Hilversumse betaaldvoetbalclub 't Gooi. De club kwam uit in de Eerste divisie A en eindigde daarin op de 14e plaats.

## Wedstrijdstatistieken

### Eerste divisie A
|       | BVV   | Excelsior | Fortuna | GVAV  | Helmond | HVC   | KFC   | NOAD  | Rigtersbleek | Stormvogels | SVV   | Veendam | Vitesse | De Volewijckers | Wageningen |
| ----- | ----- | --------- | ------- | ----- | ------- | ----- | ----- | ----- | ------------ | ----------- | ----- | ------- | ------- | --------------- | ---------- |
| Thuis | 1 – 1 | 3 – 3     | 1 – 2   | 1 – 1 | 0 – 1   | 3 – 1 | 1 – 3 | 0 – 2 | 4 – 2        | 1 – 2       | 0 – 1 | 5 – 0   | 1 – 3   | 2 – 0           | 1 – 4      |
| Uit   | 2 – 1 | 3 – 4     | 2 – 0   | 2 – 1 | 2 – 2   | 1 – 2 | 0 – 2 | 3 – 3 | 0 – 0        | 4 – 0       | 2 – 1 | 2 – 1   | 1 – 1   | 3 – 0           | 1 – 0      |

## Statistieken 't Gooi 1959/1960

### Eindstand 't Gooi in de Nederlandse Eerste divisie A 1959 / 1960
| Stand | Gespeeld | Gewonnen | Gelijk | Verloren | Punten | Doelpunten voor | Doelpunten tegen |
| ----- | -------- | -------- | ------ | -------- | ------ | --------------- | ---------------- |
| 14e   | 30       | 7        | 7      | 16       | 21     | 42              | 54               |

### Topscorers
| Competitie \| # \| Naam \| \| \| -------------------- \| ---------------- \| -- \| \| 1. \| Theo Buenen \| 9 \| \| 2. \| Teus van Rheenen \| 8 \| \| 3. \| Gerard de Jongh \| 7 \| \| 4. \| Piet Burgers \| 6 \| \| 4. \| Henk de Zoete \| 6 \| \| 6. \| Luc Flad \| 3 \| \| 7. \| Henk Waterman \| 1 \| \| Onbekende doelpunten \| \| \| \| – \| Onbekend \| 2 \| \| Totaal \| Totaal \| 42 \| |                  |      |
| # | Naam             | Goal |
| 1. | Theo Buenen      | 9    |
| 2. | Teus van Rheenen | 8    |
| 3. | Gerard de Jongh  | 7    |
| 4. | Piet Burgers     | 6    |
| 4. | Henk de Zoete    | 6    |
| 6. | Luc Flad         | 3    |
| 7. | Henk Waterman    | 1    |
| Onbekende doelpunten |                  |      |
| – | Onbekend         | 2    |
| Totaal | Totaal           | 42   |